# Godric de Finchale
Godric de Finchale (o San Goderic) (c. 1070-21 de mayo de 1170)  fue un comerciante inglés, ermitaño y santo popular medieval, aunque nunca fue canonizado formalmente. Nació en Walpole en Norfolk y murió en Finchale en el condado de Durham.

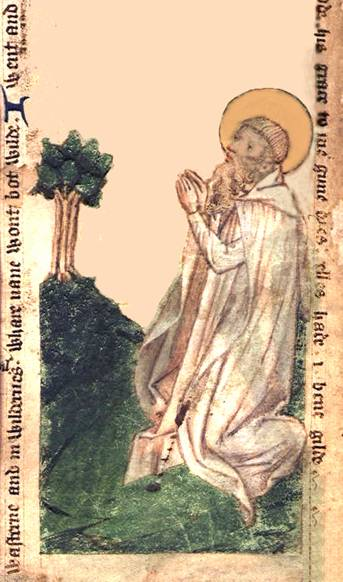
Dibujo del Emprendedor y Santo.

## Vida
La vida de Godric fue registrada por un contemporáneo suyo, un monje llamado Reginald de Durham. También se conservan varias otras hagiografías. Según estos relatos, Godric, quien comenzó de forma humilde como hijo de Ailward y Edwenna, "ambos de escaso rango y riqueza, pero abundante en rectitud y virtud", fue buhonero, luego marinero y empresario, y puede haber sido el capitán y propietario del barco que llevó a Balduino I de Jerusalén a Jaffa en 1102. Después de años en el mar, Godric supuestamente fue a la isla de Lindisfarne y allí experimentó una visión de San Cuthbert. Este encuentro cambió su vida, ya partir de entonces se dedicó al cristianismo y al servicio de Dios.
Después de muchas peregrinaciones por el Mediterráneo, Godric regresó a Inglaterra y vivió con un anciano ermitaño llamado Aelric durante dos años. Tras la muerte de Aelric, Godric hizo una última peregrinación a Jerusalén y luego regresó a casa donde convenció a Ranulf Flambard, el obispo de Durham, para que le concediera un lugar para vivir como ermitaño en Finchale, junto al río Wear. Anteriormente se había desempeñado como portero, la más baja de las órdenes menores, en la iglesia del hospital del cercano Hospital St Giles en Durham. Se registra que vivió en Finchale durante los últimos sesenta años de su vida, reuniéndose ocasionalmente con visitantes aprobados por el prior local. Con el paso de los años, su reputación creció y, según los informes, tanto Thomas Becket como el Papa Alejandro III buscaron el consejo de Godric como un hombre sabio y santo.
Reginaldo lo describe como:
{{Porque era vigoroso y vigoroso de mente, completo de miembros y fuerte de cuerpo. Era de mediana estatura, de hombros anchos y pecho profundo, de cara alargada, ojos grises muy claros y penetrantes, cejas pobladas, frente ancha, fosas nasales largas y abiertas, nariz de hermosa curva y barbilla puntiaguda. Su barba era espesa y más larga que las ordinarias, su boca bien formada, con labios de grosor moderado; en la juventud su cabello era negro, en la edad tan blanco como la nieve; su cuello era corto y grueso, lleno de venas y tendones; sus piernas eran algo esbeltas, su empeine alto, sus rodillas endurecidas y córneas de tanto arrodillarse; toda su piel áspera más allá de lo ordinario, hasta que toda esta aspereza fue suavizada por la vejez.}}
St Godric es quizás mejor recordado por su amabilidad hacia los animales, y muchas historias recuerdan su protección de las criaturas que vivían cerca de su hogar en el bosque. Según uno de estos, escondió un ciervo de los cazadores que lo perseguían; según otro, incluso permitió que las serpientes se calentaran junto a su fuego. Godric vivía con una dieta de hierbas, miel silvestre, bellotas, manzanas silvestres y nueces. Dormía en el suelo desnudo.

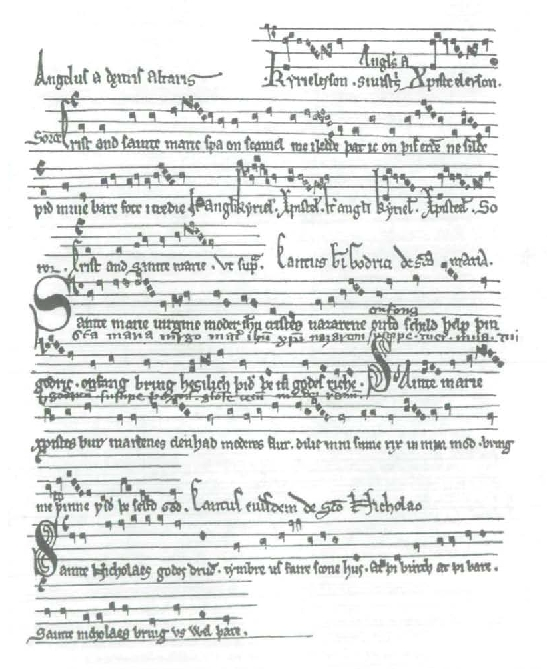
Partitura de las canciones de San Godric.

Reginald de Durham realizó cuatro canciones de San Godric: son las canciones más antiguas en inglés de las que sobreviven los escenarios musicales originales. Reginald describe las circunstancias en las que Godric aprendió la primera canción. En una visión, la Virgen María se le apareció a Godric con "dos doncellas de incomparable belleza vestidas con brillantes vestiduras blancas" a su lado. Se comprometieron a acudir en su ayuda en tiempos de necesidad; y la misma Virgen le enseñó a Godric un canto de consuelo para vencer el dolor o la tentación (Saintë Marië Virginë).
La novela Godric (1981) de Frederick Buechner es un recuento ficticio de su vida y sus viajes. Fue finalista de un premio Pulitzer.